# Albrecht Schønberg
Jørgen Johan Albrecht von Schønberg (27. september 1782 i Lyderslev ved Store Heddinge – 16. oktober 1841 i København) var en dansk læge og redaktør, bror til Hans Henrich Schønberg og far til Karl Schønberg.

## Uddannelse og journalistisk virke
Han var søn af lærer, cand.theol., kantor i Vemmetofte Bent Schønberg (1748-1789) og Frederikke Vincentine Ratenburg (1755-1826, gift 2. gang 1798 med bogtrykker K.H. Seidelin, 1761-1811). Dimitteret privat til Universitetet 1800 begyndte han at studere lægevidenskab, men i sin spredte og ustadige åndslivlighed og udstyret med betydelig skrivefærdighed kastede han sig tillige over belletristisk og journalistisk virksomhed og knyttedes både til Politivennen og til den af hans stedfader udgivne avis Dagen, en kort tid (1804) tillige som nominel redaktør, hvorved han kom under tiltale sammen med stedfaderen for et i bladet indført uddrag af P.N. Skovgaards Beskrivelse over Bornholm. Han blev dog frikendt (medens stedfaderen dømtes til at have sit privilegium forbrudt), fik derefter plads som kandidat ved det dengang endnu lidet estimerede Almindelig Hospital, men opgav igen både stilling og studier 1807 og drog til udlandet for at finde en større anvendelse for sine talenter og færdigheder, hvad der lykkedes for ham i fuldeste mål.

## I Napoli
Ved universitetet i Göttingen opnåede han 1808 doktorgraden i medicin og kirurgi, i de følgende år berejste han hele Mellemeuropa på kryds og tværs og havnede 1811 i Neapel, hvor han snart kom i ry som utrættelig og meget heldig læge, navnlig i fremmedkolonien, men også hos den indfødte fattige befolkning, og blev efter restaurationen 1816 overlæge ved den østrigske garnisons hospital St. Sagramento. Ved at slutte sig til det bourbonske regimente og benytte sine vundne forbindelser, hvorved hans store sprogtalent kom ham meget til gode, avancerede han hurtig til en fremskudt stilling, fik 1818 den medicinske doktorgrad fra Neapels Universitet, blev 1819 overlæge ved et anseligt hospital, della Paccella, og blev så populær også i Palermo, at hans portræt her 1820 udkom på stadens foranstaltning, optoges af kong Ferdinand I i adelstanden og udnævntes 1826 til 1. konsulterende læge ved alle fattiganstalter i Neapel og til generalmedikus for det østrigske armékorps. Han kom i bestandig nøjere berøring med de fremmede landes repræsentanter i Neapel og fik i løbet af få år en masse ordener og æresmedaljer fra disses regeringer, begyndte også at blive udmærket i sit forsmåede fædreland, hvorfra han 1817 fik Dannebrogordenen, 1824 titel af virkelig justitsråd. Efter et besøg i Danmark 1828 opnåede han titel af arkiater (hoflæge).
På lægen Rasmus Emil Bruuns foranledning vejledte Schønberg fra Neapel Bertel Thorvaldsen under billedhuggerens sygdomsperiode i efteråret 1817.

## Publikationer og hæder
Også af en stor mængde lærde selskaber blev han i disse år medlem som belønning for en overvældende frugtbar
medicinsk forfattervirksomhed i særskilte skrifter og i italienske og tyske tidsskrifter, ganske vist mest kun oversættelser af alle mulige publikationer fra disse Lande, uden nogen kritisk sigten mellem værdifulde og værdiløse, men et navn og lærdes påskønnelse vandt han derved og fik 1819 æresdiplom som dr.phil. fra det velansete universitet i Würzburg. I hans masseproduktion hæver i øvrigt hans udførlige og aktmæssige skildring af den mærkelige pestepidemi i Noja 1815-16 sig frem på meget hæderlig måde (udkommet på dansk og tysk 1817 og 1818). Herhjemme vandt han efterhånden påskønnelse, navnlig hos ældre medicinske forfattere,  hvis publikationer han ofte oversatte med Ledsagelse af hædrende notitser om dem, ligesom han overhovedet erhvervede sig en ubestridelig fortjeneste ved at gøre dansk medicinsk litteratur almindelig bekendt, og navnlig fra 1835, da han indtrådte som dansk medarbejder ved det ny grundede store samleværk Schmidts Jahrbücher der Medicin. 1829 vendte han tilbage til København, men drog det følgende år igen ud, ansat som cheflæge ved den franske ekspedition i Algier, hvoraf resulterede nye udmærkelser fra den franske regering.

## Hofmedikus og avisredaktør
Tilbagekommen til Danmark udnævntes han 1832 først til 2. hofmedikus, derpå til 1., overtog 1834 redaktionen af Berlingske Tidende, men høstede ingen anerkendelse i denne stilling, og til bladets held veg han 1838 pladsen for M.L. Nathanson. I disse år publicerede han adskillige velskrevne, om end stærkt panegyriske, nekrologer over danske medicinske videnskabsmænd, til dels i form af mindetaler i Det Medicinske Selskab i København. 1837 blev han etatsråd, 1840 livlæge hos dronning Caroline Amalie. Efter længere tids svagelighed døde han 16. oktober 1841.
Schønberg var gift med Francisca Victoria Caroline Schöpf (8. juli 1807 i Würzburg (?) - 30. november 1847 i København), gift 2. gang med højestetsadvokat Carl Liebenberg.
Han er begravet på Frederiksberg Ældre Kirkegård.
Han er gengivet i en radering af F. Ognibene 1820 (Det Kongelige Bibliotek). Det Nationalhistoriske Museum på Frederiksborg Slot har et portrætmaleri af ham.